# Tóth Gabi
Tóth Gabi, polgári nevén Tóth Gabriella (Tapolca, 1988. január 17. –) magyar énekesnő, dalszerző.  A 2005-ös Megasztár résztvevője, 2013-tól 2016-ig az X-Faktor egykori mentora, az Eurovíziós Dalfesztiválok magyarországi előválogatóinak résztvevője 2012-ben és 2017-ben. 2025-ben a Megasztár egyik zsűritagja. Nővére Tóth Vera énekesnő, az első Megasztár győztese. 

## Élete

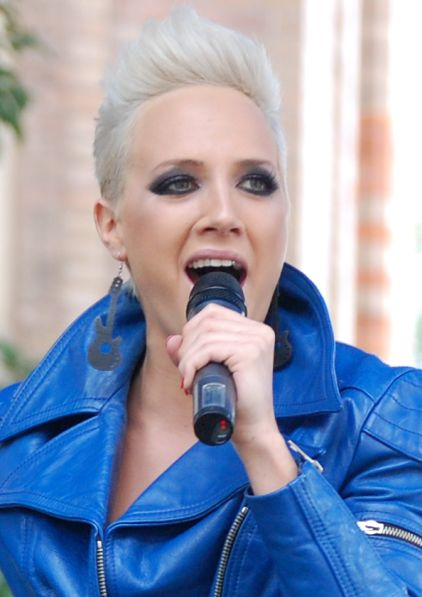
Tóth Gabi 2010-ben

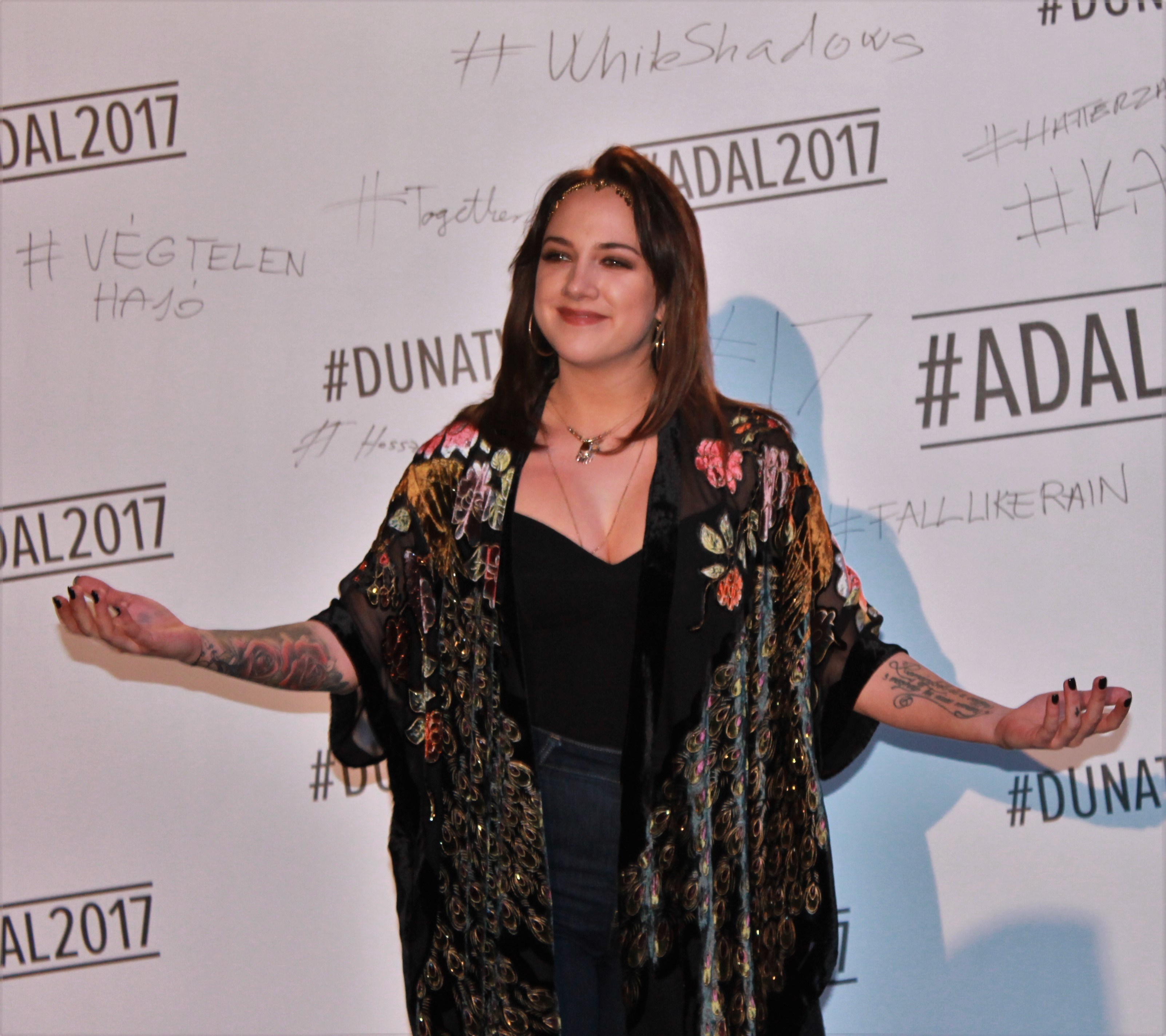
Tóth Gabi a 2017-es Eurovíziós Dalfesztivál magyarországi előválogatójának első sajtótájékoztatóján

2004 őszén indult a Megasztár második szériájában, ahol a harmadik helyezést szerezte meg, s egyben ő volt a legjobb helyezést elért női előadó. Ezáltal elnyerte a „2005 legjobb női hangja” címet. 2005-ben megjelent Fekete virág című debütáló albuma, melyhez két videóklip is készült, a Fekete virág és a Vágyom rád című dalokból. A lemezbemutató koncert 2006-ban a Művészetek Palotájában volt, az est folyamán az élő zenekari kíséret a TNT együttes volt. 2007-ben megjelenik a Szívemet adnám című kislemeze, amelyhez videóklip is készült. Még ebben az évben a VIVA újonnan induló A Stáb című valóságshow-jában Mark, AFC Tomi és Zimány Linda mellett főszerepet kapott, amely a VIVA legnézettebb műsora lett.
2008-ban a Tiszta Fejjel Projekt egyik kampányarca lett Tóth Gabi. Még ez év tavaszán leforgatták az Érte megérte című dalhoz a videóklipet. A dal szerzője Kasza Tibor. 2009-ben elkezdték Tóth Gabi második nagylemezének számait felvenni, illetve elkészült legújabb klipje a Salalla című dalhoz. A következő évben megjelent a második stúdióalbuma Elég volt! címmel. 2010-ben a magyar X-Faktor egyik sztárfellépője volt, illetve felvette a Való Világ című valóságshow-sorozat negyedik szériájának főcímdalát, mely az Üdvözöl a Való Világ címet kapta. A dal annyira sikeres lett, hogy végül az ötödik, hatodik és a hetedik szériában is hallható volt. Az X-Faktor második és harmadik évadában a Mentorházban Malek Miklós mentorsegédje volt.
2012-ben elindult az Eurovíziós Dalfesztivál magyarországi előválogatójában, melynek keretén belül a nézők és a szakmai zsűri kiválasztotta, hogy ki képviselje Magyarországot a bakui versenyen. Tóth Gabi egészen a döntőig jutott a Nem kell végszó című dalával, de győzni végül nem tudott. Dala a MAHASZ kislemezeladási listájának negyedik helyéig jutott. 2013-ban az X-Faktor egyetlenegy női mentora (zsűritagja) volt Geszti Péter, Szikora Róbert és Alföldi Róbert mellett. Ugyanebben az évben felvette az Éjjel-nappal Budapest című népszerű magyar sorozat főcímdalát. Egy évvel később, 2014-ben is visszatért a tehetségkutató műsorba, továbbra is mentorként Alföldi Róbert, Szikora Róbert és Szűcs Gábor (Little G Weevil) mellett ülve. 2015-ben az RTL Klub-tól átigazolt a TV2-höz és részt vett a csatorna Sztárban Sztár című produkciójában. Gabi a harmadik helyen végzett a zenés show-műsorban. 2016-ban ismét az X-Faktor mentora Gáspár Laci, Puskás Péter és ByeAlex mellett, ő volt a 2016-os X-Faktor győztes mentora, a magyar X-Faktor egyetlen női és egyben legfiatalabb győztes mentora.
2016. december 8-án bejelentették, hogy a Duna eurovíziós dalválasztó műsorába, A Dal 2017-be bejutott a Hosszú idők című dala, melyet Freddie Shumannal és Lotfi Begivel közösen ad elő. Először 2017. február 4-én, a nemzeti dalválasztó harmadik válogatójában léptek színpadra, ahol a zsűri és a nézők szavazatai alapján holtversenyben a második helyen végeztek, és továbbjutottak az elődöntőbe. 2017. február 11-én, A Dal második elődöntőjéből a zsűri és a nézők szavazatai alapján 44 ponttal az első helyen végeztek, és továbbjutottak a műsor döntőjébe, ahol nem sikerült a legjobb négy közé kerülniük, így nem ők képviselhették Magyarországot a kijevi versenyen.
2019 óta a TV2 Sztárban sztár leszek! című tehetségkutató műsorának egyik mestere.

### Magánélete
Férje Krausz Gábor, séf. Kislánya, Krausz Hannaróza Mária 2019. december 2-án született meg.
2023. augusztus 9-én férjével bejelentették, hogy 6 év után elválnak. 2023-tól Papp Máté Bencével, az azóta megszűnt Fricska Táncegyüttes táncművészével alkot egy párt.
A Fidesz aktivistája.

## Diszkográfia

### Albumok
| Cím          | Részletek                                                                          | Legmagasabb helyezés | Minősítés |
| Cím          | Részletek                                                                          | MAHASZ Album Top 40  | Minősítés |
| ------------ | ---------------------------------------------------------------------------------- | -------------------- | --------- |
| Fekete virág | - 1. stúdióalbum - Megjelenés: 2005. november 25. - Kiadó: Magneoton, Warner Music | 27                   |           |
| Elég volt!   | - 2. stúdióalbum - Megjelenés: 2010. szeptember 10. - Kiadó: Magneoton, mTon       | 24                   |           |

### Kislemezek
| Cím                                                    | Év   | Legmagasabb helyezés   | Legmagasabb helyezés | Legmagasabb helyezés | Album vagy projekt                                               |
| Cím                                                    | Év   | MAHASZ Editors' Choice | MAHASZ Rádiós Top 40 | MAHASZ Single Top 40 | Album vagy projekt                                               |
| ------------------------------------------------------ | ---- | ---------------------- | -------------------- | -------------------- | ---------------------------------------------------------------- |
| Fekete virág                                           | 2005 | 22                     | 16                   | -                    | Fekete virág                                                     |
| Vágyom rád                                             | 2006 | 21                     | 21                   | -                    | Fekete virág                                                     |
| Szívemet adnám                                         | 2007 | 32                     | 10                   | -                    | nem szerepel albumon                                             |
| Érte megérte                                           | 2008 | -                      | -                    | -                    | Elég volt!                                                       |
| Salalla                                                | 2009 | -                      | -                    | -                    | Elég volt!                                                       |
| Elég volt!                                             | 2010 | -                      | 15                   | -                    | Elég volt!                                                       |
| Jöjj még                                               | 2011 | -                      | -                    | -                    | Elég volt!                                                       |
| Nem kell végszó                                        | 2012 | -                      | 23                   | 4                    | A Dal - Eurovíziós Dalfesztivál - 2012 Magyarországi döntő dalai |
| Hív az élet                                            | 2012 | -                      | -                    | -                    | nem szerepel albumon                                             |
| Sors                                                   | 2013 | 7                      | 20                   | 18                   | nem szerepel albumon                                             |
| Ez vagyok én                                           | 2016 | -                      | 32                   | 39                   | nem szerepel albumon                                             |
| Hosszú idők (Totova & Freddie Shuman feat. Lotfi Begi) | 2016 | -                      | -                    | -                    | A Dal 2017 – A legjobb 30                                        |
| Szív szív (TG project & Freddie Shuman)                | 2018 | -                      | -                    | -                    | nem szerepel albumon                                             |
| Énidő                                                  | 2018 | -                      | 22                   | -                    | nem szerepel albumon                                             |
| Mi éltünk (Tóth Gabi & Majka)                          | 2019 | -                      | -                    | -                    | Budapest Dal 2019                                                |
| Veled akarok lenni                                     | 2020 | -                      | -                    | -                    | nem szerepel albumon                                             |
| Az én szívem                                           | 2021 | -                      | -                    | -                    | nem szerepel albumon                                             |
| Szeretni jöttem                                        | 2021 | -                      | -                    | -                    | nem szerepel albumon                                             |
| Meg volt írva                                          | 2022 | -                      | -                    | -                    | nem szerepel albumon                                             |
| Szívbeemelő                                            | 2022 | -                      | 23                   | -                    | nem szerepel albumon                                             |
| Átkozott nyár                                          | 2023 | -                      | -                    | -                    | nem szerepel albumon                                             |

#### Kislemezek mint közreműködő előadó
| Cím                               | Év   | További előadók                 | Legmagasabb helyezés   | Legmagasabb helyezés | Album vagy projekt                |
| Cím                               | Év   | További előadók                 | MAHASZ Editors' Choice | MAHASZ Rádiós Top 40 | Album vagy projekt                |
| --------------------------------- | ---- | ------------------------------- | ---------------------- | -------------------- | --------------------------------- |
| Ne ébressz fel                    | 2005 | Megasztár 2                     | 5                      | 2                    | Megasztár 2                       |
| Élünk ahogy bárki                 | 2007 | A Stáb                          | -                      | -                    | A Stáb                            |
| Kell még valami                   | 2008 | A Stáb                          | -                      | -                    | A Stáb                            |
| Érted?                            | 2008 | Tiszta Fejjel Projekt           | -                      | -                    | Tiszta Fejjel Projekt             |
| Valami Amerika még                | 2008 | Csipa                           | 30                     | 7                    | Valami Amerika 2., Elég volt!     |
| Mi a szívemen, a számon           | 2009 | Anti Fitness Club               | -                      | -                    | LéleKzet, Elég volt!              |
| Üdvözöl a Való Világ              | 2010 | Ádok Zoli                       | -                      | 30                   | Való Világ 4, Három álom          |
| Éjjel-nappal Budapest             | 2013 | Myon & Shane 54                 | 27                     | 21                   | Éjjel-nappal Budapest             |
| Who Knew?                         | 2014 | Karmatronic                     | -                      | -                    | It Happened in TLV                |
| The World Is Ours (Miénk a világ) | 2014 | David Correy                    | -                      | -                    | Coca-Cola 2014 World’s Cup Anthem |
| Van még                           | 2015 | Geszti Péter feat. Busa Pista   | -                      | 5                    | Létvágy                           |
| Ízedre vágyom                     | 2017 | Freddie Shuman                  | -                      | -                    | nem szerepel albumon              |
| Indulj el                         | 2018 | Ramen Brothers                  | -                      | -                    | nem szerepel albumon              |
| Nyári eső                         | 2019 | Marge                           | -                      | -                    | nem szerepel albumon              |
| Menedék                           | 2020 | Pápai Joci                      | -                      | 20                   | nem szerepel albumon              |
| Ki visz haza                      | 2021 | Stinky Bugs                     | -                      | -                    | Emlékek, Dalok                    |
| Te jössz!                         | 2021 | Majka, Köllő Babett, Pápai Joci | -                      | -                    | Sztárban Sztár Leszek! zsűri dala |

1. ↑  Nem ért el helyezést a Rádiós Top 40 slágerlistán, viszont a Magyar Rádiós Top 40 slágerlistán elérte a 30. helyezést.[9]

## Televízió
| Év        | Műsor                                     | Csatorna  |
| --------- | ----------------------------------------- | --------- |
| 2004      | Megasztár                                 | TV2       |
| 2005      | Megasztár                                 | TV2       |
| 2006      | Mokka                                     | TV2       |
| 2007      | A Stáb                                    | Viva      |
| 2008      | A Stáb                                    | Viva      |
| 2008      | Hal a tortán                              | TV2       |
| 2008      | Celeb vagyok, ments ki innen!             | RTL       |
| 2009      | Havazin                                   | RTL       |
| 2009      | Csináljuk a fesztivált!                   | M1        |
| 2009      | Kalandra fal!                             | RTL       |
| 2009      | Vacsoracsata                              | RTL       |
| 2009      | Esti Showder Fábry Sándorral              | RTL       |
| 2010      | Gálaműsor-A beteg gyermekekért            | TV2       |
| 2010      | X-Faktor sztárvendég                      | RTL       |
| 2010      | Vacsoracsata                              | RTL       |
| 2010      | Ezek megőrültek!                          | TV2       |
| 2010      | Való Világ 4                              | RTL       |
| 2011      | A Nagy Duett versenyző                    | TV2       |
| 2011      | X-Faktor mentorsegéd, sztárvendég         | RTL       |
| 2012      | A Dal versenyző                           | M1        |
| 2012      | X-Faktor mentorsegéd , sztárvendég        | RTL       |
| 2012      | DTK – D. Tóth Kriszta Show                | M1        |
| 2013      | Szombat esti láz versenyző                | RTL Kettő |
| 2013      | A Dal, sztárvendég                        | M1        |
| 2013      | X-Faktor mentor/zsűritag                  | RTL       |
| 2014      | X-Faktor mentor/zsűritag                  | RTL       |
| 2015      | Sztárban sztár versenyző                  | TV2       |
| 2016      | X-Faktor mentor/zsűritag (győztes mentor) | RTL       |
| 2017      | A Dal versenyző                           | Duna      |
| 2017      | X-Faktor sztárvendég                      | RTL       |
| 2017–2018 | Sztárban sztár +1 kicsi versenyző         | Super TV2 |
| 2018      | Szenzációs Négyes versenyző               | RTL       |
| 2018      | X-Faktor sztárvendég                      | RTL       |
| 2019–2023 | Sztárban sztár leszek! zsűritag           | TV2       |
| 2020      | Maradjotthon szereplő                     | TV2       |
| 2020      | Neked énekelek sztárvendég                | TV2       |
| 2020      | Dancing with the Stars extra fellépő      | TV2       |
| 2020      | Sztárban sztár sztárvendég                | TV2       |
| 2021      | Séfek Séfe sztárvendég                    | TV2       |
| 2022      | Csináljuk a fesztivált! szereplő          | Duna      |
| 2024      | Sztárban sztár versenyző                  | TV2       |
| 2024      | Dancing with the Stars versenyző          | TV2       |
| 2025      | A Nagy Duett sztárvendég                  | TV2       |
| 2025–     | Megasztár zsűritag                        | TV2       |

## Díjak, jelölések
- 2005 - Miniszteri Elismerő Oklevél[12]
- 2006 - Fonogram díj - Az év hazai felfedezettje (jelölés)
- 2008 - VIVA Comet - Legjobb videóklip (Stáb-Élünk, ahogy bárki) (jelölés)
- 2009 - Fonogram díj - Az év hazai dala (Szívemet adnám) (jelölés)
- 2009 - Glamour Women of the Year - Az év énekesnője (jelölés)
- 2009 - VIVA Comet - Legjobb női előadó (jelölés)
- 2009 - BRAVO OTTO - A legjobb magyar női előadó (jelölés)
- 2009 - BRAVO OTTO - Cool Tv Különdíj (díjazott)
- 2010 - Glamour Women of the Year - Az év énekesnője (jelölés)
- 2010 - BRAVO OTTO - Az év magyar női előadója (díjazott)
- 2010 - BRAVO OTTO - Az év magyar videóklipje (Mi a szívemen, a számon) (jelölés)
- 2011- Glamour Women of the Year - Az év énekesnője (díjazott)
- 2011-BRAVO OTTO -Az év magyar női előadója (jelölés)
- 2011-BRAVO OTTO -Az év magyar videóklipje (Elég volt!) (jelölés)
- 2011.VIVA Comet - Legjobb női előadó (jelölés)
- 2011 - VIVA Comet -Legjobb videóklip (Elég volt!) (díjazott)
- 2012 - Story Ötcsillag-díj - Az év legjobb énekese (díjazott)
- 2012 - BRAVO OTTO - Az év legjobb női előadója (díjazott)
- 2012 - VIVA Comet - Legjobb női előadó (díjazott)
- 2013 - BRAVO OTTO - Az év magyar női előadója (jelölés)
- 2014 - BRAVO OTTO - Az év magyar női előadója (jelölés)
- 2014 - VIVA Comet - Legjobb női előadó (jelölés)
- 2016 - Comet - Legjobb női előadó (jelölés)
- 2016 - Comet - Legjobb dal (Ez vagyok én) (jelölés)
- 2017 - Glamour - Az év énekesnője
- 2017 - MTV Europe Music Awards - Legjobb magyar előadó (jelölés)
- 2023 - Petőfi Zenei Díj - Az év női előadója

## Színházi szerepei
A Színházi adattárban regisztrált bemutatóinak száma: 2.
| Darab                 | Szerep      | Színház                          | Bemutató            | Forrás |
| --------------------- | ----------- | -------------------------------- | ------------------- | ------ |
| Egy bohém rapszódiája | N/A         | Margitszigeti Szabadtéri Színpad | 2009. augusztus 14. | [ 14 ] |
| Finito                | Tigris Niki | Győri Nemzeti Színház            | 2013. január 26.    | [ 15 ] |
| Shrek a musical       | Sárkány     | Budapest Aréna                   | 2016                |        |